# Henri Braizat
Henri Braizat, né le 23 juillet 1936 à Casablanca dans le Protectorat français du Maroc et mort le 28 octobre 2016 à La Ciotat, est un footballeur français. Il évoluait au poste d'attaquant.

## Biographie

### Carrière de footballeur
Henri Braizat fait ses débuts en première division à l'AS Saint-Étienne, où il évolue pendant deux saisons, de 1957 à 1959. Il marque onze buts en 30 apparitions, toutes compétitions confondues. Avec cette équipe, il est demi-finaliste de la Coupe Charles Drago en 1958.
Il passe la saison 1959-1960 dans deux clubs, le RC Franc-Comtois puis l'Olympique de Marseille, les deux clubs évoluant alors en deuxième division. 
Il joue ensuite au Lille OSC de 1960 à 1962 avant de terminer sa carrière aux Girondins de Bordeaux, sans toutefois jouer un seul match avec l'équipe première des Girondins.

### Reconversion
Il devient ensuite patron d'un restaurant boîte de nuit le Big Ben à Cassis dans le sud de la France. Chef d'entreprise accompli, il dirige différentes entreprises de mannequinat, restauration, hôtellerie et boîte de nuit dans le sud de la France et à l'étranger, notamment au Maroc où il tient des bars et boîtes de nuit pour sa majesté Mohammed V. Il devient également administrateur du golf au Royal d'Agadir.
Il rencontre une femme top model avec qui il a deux fils, Anthony et Franck. Anthony Braizat devient footballeur professionnel à Cannes puis entraîneur. Quant à Franck Braizat, il devient chef d'entreprise gérant d'un piano bar sur Cannes, puis il dirige  différentes sociétés de restaurant sur Cannes. 

## Statistiques
Au cours de sa carrière, Henri Braizat dispute notamment 24 matchs en Division 1 (pour 9 buts) et 34 matchs en Division 2 (pour 8 buts).